# Barisan d'Ibelin
Barisan d'Ibelin fou un dels senyors croats del Regne de Jerusalem, fundador de l'estirp dels Ibelin. També se'l coneix com a Barisan el Vell, o les formes més familiars Balian el Vell o Balian I.

## Orígens
Antigament es pensava que Barisan era d'origen franc, perquè la família dels Ibelin deien ser descendents dels vescomtes de Chartres, però segons l'historiador Peter W. Edbury, Barisan probablement procedia del nord de la península Itàlica. Això no implica que, segons diu Jonathan Riley-Smith, veritablement tingués connexions familiars amb Chartres, igual com el germà d'Hug Le Puiset, comte de Jaffa; podria ser que fins i tot fos cosí de la branca de Montlhéry, d'on era originari el rei Balduí II de Jerusalem.
Tanmateix, res no se'n sap amb certesa sobre la seva vida abans del 1115, quan era batlle de Jaffa, com a vassall d'Hug Le Puiset. El 1120 estigué present en el concili de Nablus, quan es promulgaren les primeres lleis del reialme, potser en representació del comte de Jaffa, Hug II, acabat de nomenar i llavors menor d'edat. Al voltant del mateix any, es casà amb Helvis, filla de Balduí I de Ramla.

## Membre de la cort
El 1134, quan Hug II es rebel·là contra el rei Folc, Barisan donà suport al rei i aviat fou un membre destacat de la seva cort. El 1141, potser com a recompensa per la lleialtat demostrada el 1134, se li concedí el castell d'Ibelin, que acabava de ser construït i estava situat en el camí que duia d'Ascaló -possessió dels fatimites egipcis, a Jaffa. Aquest castell esdevindria un senyoriu del qual els seus descendents n'estarien a càrrec i del què en prengueren el nom.
El 1148 Barisan heretà, de part del seu sogre, el senyoriu de Ramla, proper al seu. Aquell any, també estigué present en el consell d'Acre, convocat per l'arribada dels membres de la Segona Croada, en el qual es decidí atacar Damasc.

## Mort i descendència
Barisan morí el 1150 i el castell d'Ibelin fou traspassat al seu fill Hug. La seva vídua, Helvis, es tornà a casar amb Manassès de Hierges, batlle de Jerusalem.
Amb Helvis, filla de Balduí de Ramla, Barisan tingué els següents fills:
- Hug d'Ibelin, senyor de Ramla
- Balduí d'Ibelin, senyor de Mirabel i Ramla
- Barisan el Jove, més conegut com a Balian, senyor de Nablus
- Ermengarda d'Ibelin, senyora de Tiberíades, casada amb Guillem I de Bures
- Estefania d'Ibelin (morta després del 1167)